# Chainarong Sophonpong
Chainarong Sophonpong (thailändisch ชัยณรงค์ โสภณพงษ์; * 1. Februar 1944 in Krung Thep) ist ein ehemaliger thailändischer Radrennfahrer.

## Sportliche Laufbahn
Sophonpong war im Straßenradsport und im Bahnradsport aktiv. Er war Teilnehmer der Olympischen Sommerspiele 1964 in Tokio. Im olympischen Straßenrennen war er ausgeschieden. Im Mannschaftszeitfahren kam Thailand auf den 28. Rang.
Sophonpong war auch Teilnehmer der Olympischen Sommerspiele 1968 in Mexiko-Stadt. Das olympische Straßenrennen beendete er nicht. In der Mannschaftsverfolgung kam der Bahnvierer mit Pakanit Boriharnvanakhet, Somchai Chantarasamrit, Boontom Prasongquamdee und Chainarong Sophonpong nicht über die Qualifikationsrunde hinaus.
Bei den Asienspielen 1966 in Bangkok gewann er Silbermedaille im Straßenrennen und im Punktefahren. 1970 gewann er das Punktefahren und holte Silber im 1600-Meter-Mannschaftsrennen sowie in der Mannschaftsverfolgung.